# Cyrtotria orientalis
Cyrtotria orientalis är en kackerlacksart som först beskrevs av Lucien Chopard 1954.  Cyrtotria orientalis ingår i släktet Cyrtotria och familjen jättekackerlackor.
Artens utbredningsområde är Kenya. Inga underarter finns listade i Catalogue of Life.